# 베이비 아리엘
베이비 아리엘(Baby Ariel, 2000년 11월 22일 ~ )은 미국의 SNS 스타, 가수, 배우이다.
TikTok의 전신인 musical.ly를 통해 이름을 처음으로 알렸다. 2017년, 타임과 포브스 선정 최고의 인터넷 인플루언서 1인으로 선정되었다.